# Sitaris muralis
Sitaris muralis је врста тврдокрилца из породице мајаkа (Meloidae).

## Распрострањење
Често се наводи као врста која живи искључиво у Западној и Централној Европи, мада налази из Грчке, Хрватске и Србије указују да живи и на Балканском полуострву. Истина, у Србији је до сада забележена само једанпут.

## Eкологија
Ова врста је клептопаразит пчела из рода Anthophora и одликује се сложеним животним циклусом. У септембру женка полаже на хиљаде јаја у близини ходника и просторија које ископава пчела домаћин. Ларве су кратко активне а потом западају у дијапаузу до маја наредне године. Потом траже мужјака пчеле копачице и неке се пењу на њега где се хватају за длачице. При парењу пчела прелазе и на женку, а потом завршавају у одајама предвиђеним за одгајање јаја пчела домаћина.